# The Marvellous Land of Snergs
The Marvellous Land of Snergs est un roman pour enfants de fantasy de l'auteur britannique Edward Wyke-Smith, publié en 1927.
Il est considéré comme une source possible d'inspiration de J. R. R. Tolkien pour son Hobbit, paru dix ans après.